# Elleanthus muscicola
Elleanthus muscicola är en orkidéart som beskrevs av Rudolf Schlechter. Elleanthus muscicola ingår i släktet Elleanthus och familjen orkidéer. Inga underarter finns listade i Catalogue of Life.